# SimCity 2000
SimCity 2000, abreviado SC2K es un videojuego de simulación basado en la creación de ciudades. Fue la secuela del SimCity original, y el segundo de la serie SimCity. Maxis lo publicó en el año 1993 para ordenadores Apple Macintosh y MS-DOS. Posteriormente, lse publicó también para Amiga (1994), Microsoft Windows (1995), SNES (1995), Sega Saturn (1995), PlayStation (1996), Nintendo 64 (1998), Pocket PC (1999) y Game Boy Advance (2003).
En 1995, SimCity 2000 recibió el galardón de "Mejor Juego de Estrategia".

## Visión General
El inesperado y duradero éxito del SimCity original, junto con la falta de éxito de otros títulos “Sim”, motivó el desarrollo de una secuela de este simulador de ciudades. En SC2K, la vista es diametral (isométrica) en lugar de vista “desde arriba”. La tierra puede tener diferentes relieves, y la capa subterránea está formada por tuberías de agua y metros.
Se han añadido prisiones, colegios, bibliotecas, puertos, zoos, estadios, hospitales -aunque aparecían de forma aleatoria en el primer SimCity, no podían ser construidos por el jugador- y “arcologies”. Se pueden construir carreteras comarcales y nacionales, estaciones de autobuses, vías de ferrocarril, metros, estaciones de trenes y zonas de tierra para puertos y aeropuertos.
Hay un total de nueve variedades de sistemas eléctricos en SC2K, entre los que destacan el carbón, el gas natural, los molinos de viento, las presas hidroeléctricas -las cuales únicamente pueden ser colocadas en casillas de cascadas- o los futurísticos “fusion power” y sistemas de satélite y microondas. Muchos tipos de sistemas eléctricos tienen corta vida y por ello han de ser reconstruidos periódicamente.
El control del presupuesto y las finanzas está también bastante más elaborado en SC2K en comparación con su predecesor. Los tipos de tasas pueden ser definidos individualmente para zonas residenciales, comerciales e industriales.
Otra novedad en SC2K es la llamada “query tool” o “herramienta de información”. Usando la “query tool” en las casillas, tendrás información acerca del nombre de la estructura, así como su tipo, altitud y valor de la tierra. Ciertas casillas muestran además información adicional; los sistemas eléctricos, por ejemplo, muestran el porcentaje eléctrico consumido, y las carreteras muestran también la cantidad de tráfico en dicha casilla.
Las noticias se visualizan en forma de artículo de periódico. Estos artículos son en algunos casos historias humorísticas, aunque también hay artículos relevantes, como por ejemplo desastres recientes, encuestas etc. SimCity 2000 es el único juego de la saga con esta característica. Los periódicos tienen títulos aleatorios y precios basados en el año simulado.
Aunque es un juego que no tiene un final, existe el “Exodus”. El “Exodus” ocurre a partir del año 2051; cuando al menos 250 “Launch Arcologies” son construidos. Al siguiente mes de enero se marchan al espacio y, de esta manera, sus habitantes pueden formar nuevas civilizaciones en mundos lejanos. Esto por tanto reduce la población de la ciudad, abriendo grandes áreas para re-urbanizar.
SimCity 2000 también incluye varios “escenarios” jugables, donde el jugador debe enfrentarse a diferentes desastres en muchos escenarios, -si bien no en todos- e intentar reconstruir la ciudad. Algunos se basaron en desastres de ciudades reales, como la “tormenta de fuego” de Oakland en 1991 o el “huracán Hugo” de Charleston (Carolina del Sur) en 1989. También existen desastres ficticios, como el de un monstruo destruyendo Hollywood en 2001. Con el SCURK se añadieron nuevos escenarios como una “fusión nuclear” en Manhattan.
Además, SimCity 2000 permitía importar partidas grabadas del SimCity original, en la que se conservaba toda la distribución de carreteras, railes y edificios, pero con los gráficos de SimCity 2000

## SimCity Urban Renewal Kit
Con el lanzamiento de SC2K llegó la presentación de una herramienta llamada SimCity Urban Renewal Kit (SCURK). Mediante la misma, el jugador podía modificar imágenes del juego para representar varios edificios. También se podían crear archivos de mapas de bits de un tamaño estándar con la paleta de 256 colores. Se pueden crear edificios reales, como por ejemplo la torre Eiffel, aunque también muchos de ellos son creados por jugadores de SC2K y subidos a Internet. Varios de estos diseños de edificios se utilizaron en edificios originales de SimCity 3000, la secuela del 2000.
El SCURK se divide en tres áreas:
- Pinta la ciudad (Paint the town): Un programa gráfico para construir edificios personalizados en SC2K.

- Elige y copia (Pick and Copy): Un modificador de casillas (edificios). Permite al jugador producir nuevas casillas que muestren edificios personalizados específicos.

- Coloca e Imprime (Place and Print): Un constructor de ciudades menos restrictivo que SC2K, que además permite al jugador imprimir ciudades en papel.

## Lanzamientos
SimCity 2000 ha sido lanzado en un gran número de plataformas desde 1993, tanto en PC´s, como en consolas, e incluso con ediciones especiales. Estos son los diferentes lanzamientos de SC2K:
| Plataforma       | Fecha de lanzamiento (EE. UU.) | Fecha de lanzamiento (Europa) | Fecha de lanzamiento (Japón) | Comentarios |
| ---------------- | ------------------------------ | ----------------------------- | ---------------------------- | --- |
| Acorn Archimedes | n.d                            | 1995                          | n.d                          | n.d |
| Amiga            | n.d                            | 1994                          | n.d                          | n.d |
| Game Boy Advance | 13 de noviembre de 2003        | 21 de noviembre de 2003       | n.d                          | n.d |
| Mac OS           | 1994                           | 1994                          | n.d                          | Relanzado en 1995 como SimCity 2000 Special Edition |
| MS-DOS           | 1994                           | 1994                          | n.d                          | Relanzado en 1995 como SimCity 2000 Special Edition |
| Nintendo 64      | n.d                            | n.d                           | 30 de enero de 1998          | Ver además #SimCity 2000 (Nintendo 64) |
| PlayStation      | 1997                           | 1996                          | 20 de diciembre de 1996      | Ver #SimCity 2000 (PlayStation) |
| Pocket PC        | 30 de noviembre de 1999        | n.d                           | n.d                          | n.d |
| Saturn           | n.d                            | 8 de diciembre de 1995        | 29 de septiembre de 1995     | n.d |
| SNES             | 19 de diciembre de 1996        | 1996                          | 1995                         | La versión SNES de SimCity 2000 no fue tan exitosa como la original, ya que tenía bastante lag. Además solo permitía al jugador tener una partida grabada. |
| Windows          | 28 de febrero de 1995          | n.d                           | n.d                          | n.d |

### SimCity 2000 Special Edition
Fue lanzada en 1995 para Apple Macintosh, Microsoft Windows y MS-DOS, en parte porque el original no podía ejecutarse en Windows 95. Esta edición añadía al SimCity 2000 original la herramienta SimCity Urban Renewal Kit (SCURK), nuevas ciudades seleccionadas por Maxis en una competición de 1994, nuevos escenarios, y escenas de vídeo.

### SimCity 2000 Network Edition
Esta edición fue lanzada en 1996 para Macintosh y Windows.
En este juego, el jugador tenía la capacidad de compartir recursos y competir o cooperar con otras ciudades. El modo de juego aquí cambia ligeramente con respecto a SimCity 2000, en este caso los alcaldes pueden empezar con más dinero, pero deben comprar la tierra antes de edificar sobre ella.
Esta versión también se caracteriza por tener una renovada interfaz de usuario. En lugar de una barra de herramientas estática, se puede acceder a los elementos mediante menús en forma de cascada desde la derecha de la pantalla.

### SimCity 2000 paraPlayStation
La versión para PlayStation es prácticamente la misma que la de PC, si bien para obtener la ayuda se utiliza “alt+shift”, y esto solo es posible hacerlo usando un teclado.
No obstante, se han añadido algunos escenarios, incluyendo uno en el que se forma un nuevo volcán en Vancouver, el cual destruye la ciudad, necesitándose por tanto un alcalde que reconstruya la misma. Otra novedad es que el jugador puede dar una vuelta por su ciudad observándola desde el interior de un vehículo.

### SimCity 2000 paraNintendo 64
Esta versión de SimCity 2000 para Nintendo 64 solo se pudo disfrutar en Japón. Fue producida y publicada por Imagineer Co., Ltd., incorporando nuevas características, como minijuegos, el “dating game”, carreras de caballos, crías de monstruos etc. Todos ellos en 3D. También se incorporan en esta versión nuevos desastres “naturales”, siendo varios de ellos ataques de monstruos gigantes -el jugador puede usar su monstruo para luchar contra ellos-. Aunque estos extras le daban al juego más actividad, muchos consideraron que el éste perdía su originalidad.

### Versiones Posteriores
SimHealth: Lanzado en 1994, el juego simulaba un hospital. Nunca obtuvo gran popularidad. Su interfaz de usuario se asemejaba a las ciudades de SimCity 2000.
SimCopter: Es un simulador de vuelo basado en las ciudades de SimCity 2000. Fue publicado en 1996. Se podían importar las ciudades de SC2K, permitiendo al jugador pilotar un helicóptero sobre ellas, así como realizar distintas misiones, como por ejemplo rescatar gente o apagar un incendio. En su momento, los analistas de juegos coincidieron en que el SimCopter tenía buena pinta, aunque una vez habías realizado unas cuantas misiones, quedaba un poco obsoleto.
Streets of SimCity: Publicado en 1997, Streets of SimCity es un juego de carreras realizado con el motor de juego del SimCopter. Aparte de las carreras, el jugador también podía hacer misiones de mensajero, así como realizar combates entre vehículos. Sin embargo, el hecho de que el juego fuese lento en el microprocesador Pentium II de la época, privó a Streets of SimCity de ser un éxito en ventas. Además, se pueden exportar ciudades de SimCity 2000 a Streets of SimCity.
No obstante, a pesar de que no tuvieron demasiado éxito por sí solos, SimCopter y Streets of SimCity inspiraron el modo de juego “U Drive it” del pack de expansión de SimCity 4: Rush Hour.